# Mariánský most
Die Mariánský most (deutsch: Marienbrücke) ist eine Schrägseilbrücke in Ústí nad Labem (Aussig an der Elbe) und zugleich die jüngste sowie dritte Brücke, die in der nordböhmischen Stadt die Elbe überspannt. Als kombinierte Straßen-, Fußgänger- und Radfahrerbrücke überspannt sie die Elbe und verbindet die Stadtteile Ústí nad Labem-město und Střekov (Schreckenstein). Mit ihrer außergewöhnlichen Konstruktion zählt sie zu den bedeutendsten Beispielen moderner Ingenieurskunst in Tschechien.

## Geschichte
Die Stahlbetonbrücke wurde zwischen 1994 und 1998 gebaut und am 30. Juli 1998 feierlich eröffnet. Der Entwurf stammt vom tschechischen Architekten Roman Koucký, der 1959 geboren wurde. Bei ihrer Fertigstellung galt die Brücke als architektonische Sensation und wurde rasch zu einem Wahrzeichen der Stadt. Heute wird die Mariánský most als modernes Symbol von Ústí nad Labem angesehen und erhielt mehrfach Auszeichnungen, darunter den Preis der Europäischen Vereinigung für den konstruktiven Stahlbau (ECCS) sowie die Aufnahme in die Liste der zehn bedeutendsten Ingenieurbauten der 1990er Jahre der International Association for Bridge and Structural Engineering (IABSE).
Die Brücke ist sowohl für den motorisierten Straßenverkehr als auch für Fußgänger und Radfahrer freigegeben. Für den Fuß- und Radverkehr wurde ein separater Mittelstreifen eingerichtet, der klar von den Fahrbahnen getrennt ist. Mehrere Jahrhunderthochwasser, etwa in den Jahren 2002, 2006 und 2013, konnten der Brücke nichts anhaben. Im Rahmen eines Wettbewerbs zur Namensfindung setzte sich schließlich die Bezeichnung „Mariánský most“ gegen verschiedene Vorschläge durch.

## Architektur und Bautechnik
Die Mariánský most ist eine Schrägseilbrücke ohne Ankerseile mit zwei schräg zueinander stehenden Pylonen, die jeweils eine Höhe von 60 Metern aufweisen. Das Brückendeck ist 179 Meter lang und wird von insgesamt 30 Stahlseilen getragen, davon 15 Seile pro Pylon. Die Konstruktion besteht aus einer Kombination von Stahl und Stahlbeton, und das Gesamtgewicht der Brücke beläuft sich auf etwa 3.500 Tonnen. Das asymmetrische und originelle Design der Brücke orientiert sich an dem nahegelegenen Marienfelsen (Mariánská skála) sowie an der Kirche Maria Himmelfahrt. Die Wahl der Schrägseiltechnik erfolgte, um den besonderen geologischen und räumlichen Gegebenheiten an der Elbe gerecht zu werden.